# Allon Szewut
Allon Szewut (hebr. אלון שבות) – osiedle żydowskie położone w Samorządzie Regionu Gusz Ecjon, w Dystrykcie Judei i Samarii, w Izraelu.

## Położenie
Osiedle jest położone w bloku osiedli Gusz Ecjon w górach Judzkich, pośrodku drogi z Jerozolimy do Hebronu, w Judei w otoczeniu terytoriów Autonomii Palestyńskiej.

## Historia
Osada została założona w 1970 przez grupę żydowskich osadników.

## Galeria

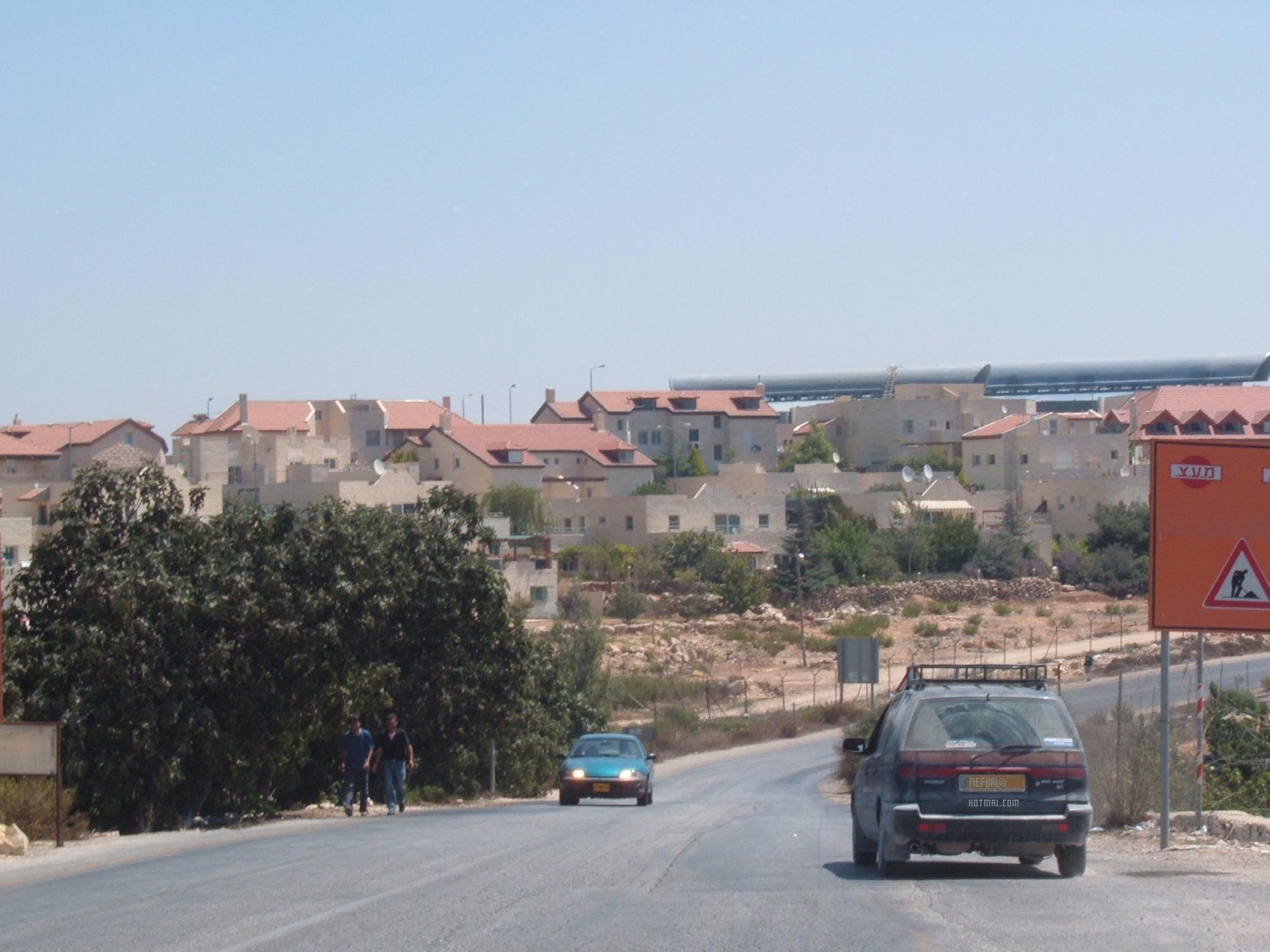
Widok na port w Allon Szewut.
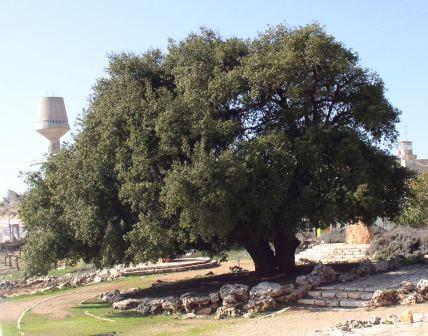